# پناهگاه صخره‌ای پلکونه ۱
پناهگاه صخره‌ای پلکونه ۱ مربوط به دوران پارینه‌سنگی است و در شهرستان کوهدشت، بخش مرکزی، دهستان گل گل، روستای ناوه شیرآوند واقع شده و این اثر در تاریخ ۷ اسفند ۱۳۸۶ با شمارهٔ ثبت ۲۱۳۳۶ به‌عنوان یکی از آثار ملی ایران به ثبت رسیده است.